# Australian Ice Hockey League 2009
Die Saison 2009 war die neunte Spielzeit der Australian Ice Hockey League, der höchsten australischen Eishockeyspielklasse. Meister wurden zum ersten Mal in der Vereinsgeschichte überhaupt die Adelaide Adrenaline.

## Modus
In der Regulären Saison absolvierte jede der sieben Mannschaften insgesamt 24 Spiele. Die vier bestplatzierten Mannschaften qualifizierten sich für die Playoffs, in denen der Meister ausgespielt wurde. Für einen Sieg nach regulärer Spielzeit erhielt jede Mannschaft drei Punkte, für einen Sieg nach Overtime zwei Punkte, für eine Niederlage nach Overtime einen Punkt und für eine Niederlage nach der regulären Spielzeit null Punkte.

## Reguläre Saison

### Tabelle
|    | Klub                    | Sp | S  | OTS | OTN | N  | Tore    | Punkte |
| -- | ----------------------- | -- | -- | --- | --- | -- | ------- | ------ |
| 1. | Newcastle North Stars   | 24 | 17 | 2   | 0   | 5  | 122:085 | 55     |
| 2. | Melbourne Ice           | 24 | 15 | 0   | 3   | 6  | 113:077 | 48     |
| 3. | Adelaide Adrenaline     | 24 | 15 | 1   | 0   | 8  | 117:075 | 47     |
| 4. | Gold Coast Blue Tongues | 24 | 13 | 1   | 3   | 7  | 108:086 | 44     |
| 5. | Sydney Ice Dogs         | 24 | 10 | 1   | 2   | 11 | 087:090 | 34     |
| 6. | Canberra Knights        | 24 | 4  | 1   | 1   | 18 | 060:120 | 15     |
| 7. | Sydney Bears            | 24 | 1  | 3   | 0   | 20 | 066:140 | 9      |

Sp = Spiele, S = Siege, U = Unentschieden, N = Niederlagen, OTS = Overtime-Siege, OTN = Overtime-Niederlage, SOS = Penalty-Siege, SON = Penalty-Niederlage

## Playoffs

### Halbfinale
- Melbourne Ice – Adelaide Adrenaline 1:6
- Newcastle North Stars – Gold Coast Blue Tongues 5:3

### Finale
- Newcastle North Stars – Adelaide Adrenaline 2:3 n. V.